# Five Nights at Freddy's: Filmul
Five Nights at Freddy's este un film de groază american din 2023, bazat pe jocul cu același nume creat de Scott Cawthon⁠(en)[traduceți].
În România a avut premiera în cinematografe pe 27 octombrie 2023.